# 鹰号战列舰
鹰号战列舰（Орёл，有时也采用音译而称为奥廖尔号战列舰）为俄罗斯帝国建造的博罗季诺级战列舰4号舰。鹰号建成之时，日俄战争早已于1904年2月爆发，因此俄军将鹰号编入第二太平洋舰队，并启程前往旅顺港（俄方称亚瑟港），解救被日本海军围困在港内的俄国第一太平洋舰队主力。但在第二太平洋舰队依旧在海上航行时，日军即已攻陷旅顺要塞，第一太平洋舰队已经覆灭；第二太平洋舰队只能将目的地改为俄国在远东的另一个军港符拉迪沃斯托克（中文旧称海参崴）。1905年5月，以逸待劳的日本联合舰队主力在途中对马海峡堵住了劳师远征的第二太平洋舰队，对马海峡海战（日方称为日本海海战）爆发。此战鹰号虽然奋力抵抗但终告不支而投降，并为日军所获。
日军接收鹰号后对其进行了修复和改装，并根据石見國而将鹰号重新命名为石见，编列为一等战列舰（日本正式名称为“一等戦艦”）。1914年第一次世界大战初期，石见即参加了日军对青岛的进攻；1918年，石见在俄国内战期间参加了日本出兵西伯利亚的行动。1922年随着《华盛顿海军条约》的签订，石见退出了现役，并于1924年作为靶舰被击沉。

## 建造背景及概述
1894-1895年的甲午战争结束后，俄、德、法三国联合要求日本归还辽东半岛，此即“三國干涉還遼”事件；事后俄国以此为理由向清廷租借旅顺口作为报酬，并建立军港和要塞。俄罗斯帝国皇帝尼古拉二世下令为了适应远东形势的发展、防卫俄国在远东唯一的不冻港旅顺港而建造新的战列舰，博罗季诺级即应运而生。而另一方面，日本将此事视为奇耻大辱，在日俄争夺在朝鲜的权益之余，更添一道对俄国的仇视。
俄国1898年向法国订购了一艘战列舰太子号，向这一项庞大的海军扩充计划踏出了第一步，同时也购买了在本国船坞进行后续舰只建造的生产许可。博罗季诺级系由太子号发展而来，船体有所扩大，以容纳下更多的装备，但同时削减了装甲厚度以减轻重量。鹰号全长121.0米，宽达23.19米，满载时吃水深达8.9米。博罗季诺级的设计排水量为1万3733吨，但鹰号的实际排水量达到了1万4378吨。排水量的增加导致了许多问题，在鹰号的姊妹舰亚历山大三世号海试时即暴露了出来：其在高速转弯时倾角达到了15度，甚至淹没了舰上的75毫米炮的射击孔。鹰号在设计上也没有作太多修改，因此同样存在这些问题。
鹰号上安装了20座贝尔维尔式锅炉，推动舰上的两座四冲程三段膨胀复合式蒸汽引擎，设计功率1万5800匹马力，设计最高速度18节。1904年9月10日的海试只录得了1万4176匹马力的实际输出功率，不过鹰号依然成功达到了预定的最高速度。舰上可携带1370吨燃煤，在10节经济航速下航程为2590海里。
舰上的主武装为两座305毫米双联装火炮，舰艏和舰艉各一座。副炮则是12门法国卡内公司生产的152毫米速射炮，分别安装在6座双联装炮塔里。另外舰上还装备有一批小型火炮，包括20门75毫米和20门47毫米哈奇开斯速射炮，以防备鱼雷艇的袭击。4具鱼雷发射管中，两座安装在水线以上，一艏一艉；另两具则安装在舷侧水线下。

## 舰历

### 俄国海军服役期间

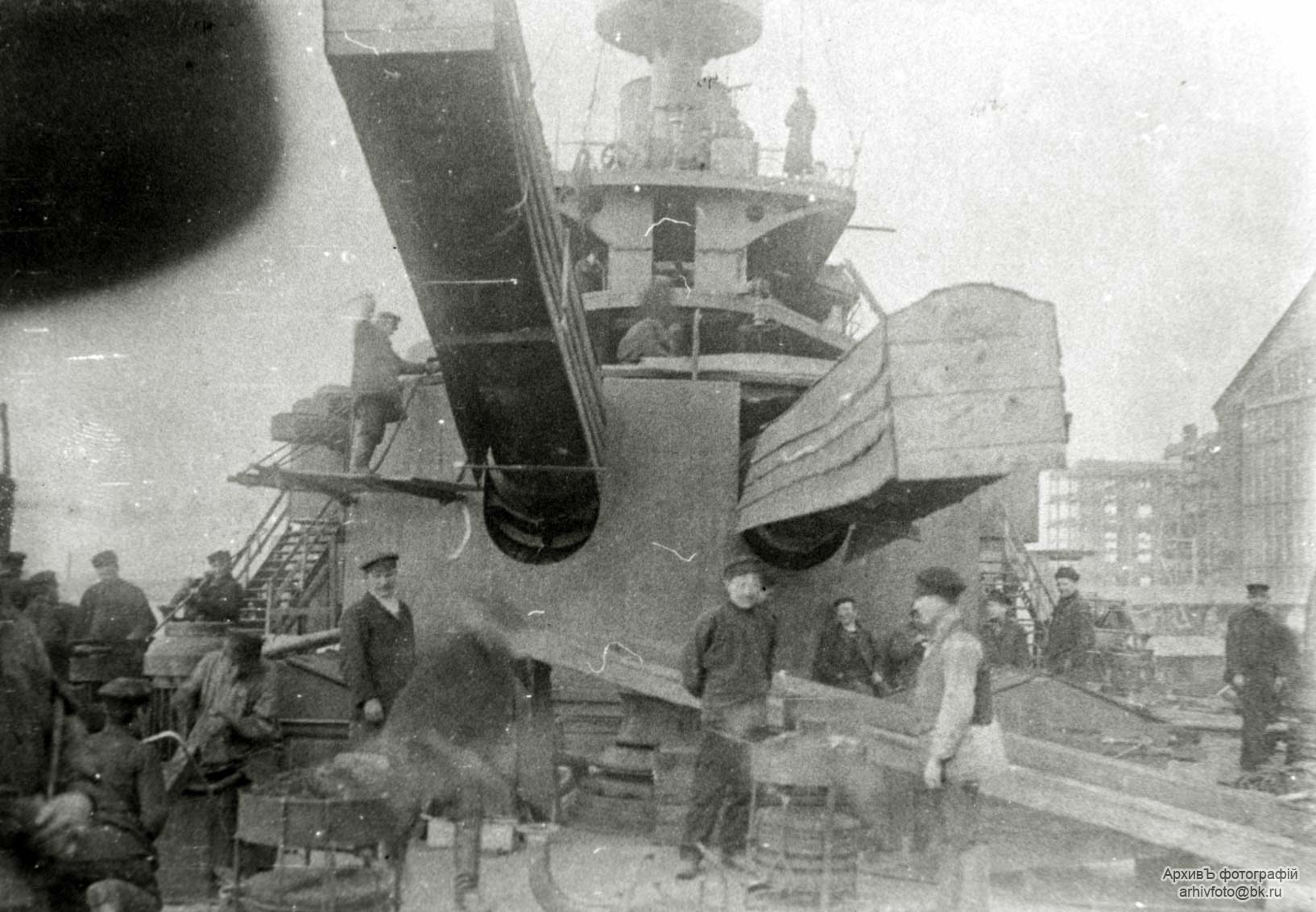
建造中的鹰号，摄于约1903年

1899年11月7日，圣彼得堡的波罗的造船厂就已经开始了建造鹰号的先期工作。1900年6月1日，工厂正式开始铺放鹰号的龙骨。
但鹰号的建造过程一直多灾多难。1902年春，波罗的造船厂意外发生火灾，大火迅速蔓延到建造鹰号的船台边，严重威胁着鹰号的安全（虽然尚未建成的军舰一般不会有太多可燃物，但在高温炙烤之下船身、尤其是龙骨有可能会发生变形而导致军舰报废），甚至有烧断的起重机掉落砸在鹰号上；幸而经过多方奋力扑救，鹰号总算逃过一劫。1902年7月19日鹰号下水，尼古拉二世也参加了下水仪式。但仪式中再次发生意外，鹰号一直卡在船台上无法下滑，仪式主席只能尴尬地宣布下水仪式完成；然而当晚鹰号突然自行滑入水中，令毫无准备的船厂狼狈不堪，所幸没有出现什么严重的损伤。1903年9月底，已经完成船体建造的鹰号由拖船从船厂拖往圣彼得堡外港准备进行最后的舾装，途中停泊在一个码头上过夜，但夜间涅瓦河因为洪水而水位大涨，鹰号左倾坐沉在码头边上，万幸的是由于水浅没有彻底倾覆，只是打捞与清理、除锈工作又花了不少时间。1904年5月，鹰号在喀琅施塔得进行舾装期间，在准备安装装甲板时发生了意外，临时覆盖物脱落导致船身进水，5天后坐沉。建设方设法排干海水让鹰号重新上浮，作业过程比较顺利，没有再发生事故。1904年10月，舾装完成，总造价为1340万4000卢布。原本鹰号是博罗季诺级中进度最快的一艘，结果因为事故不断，变成除了光榮號之外最晚一艘完工的了。

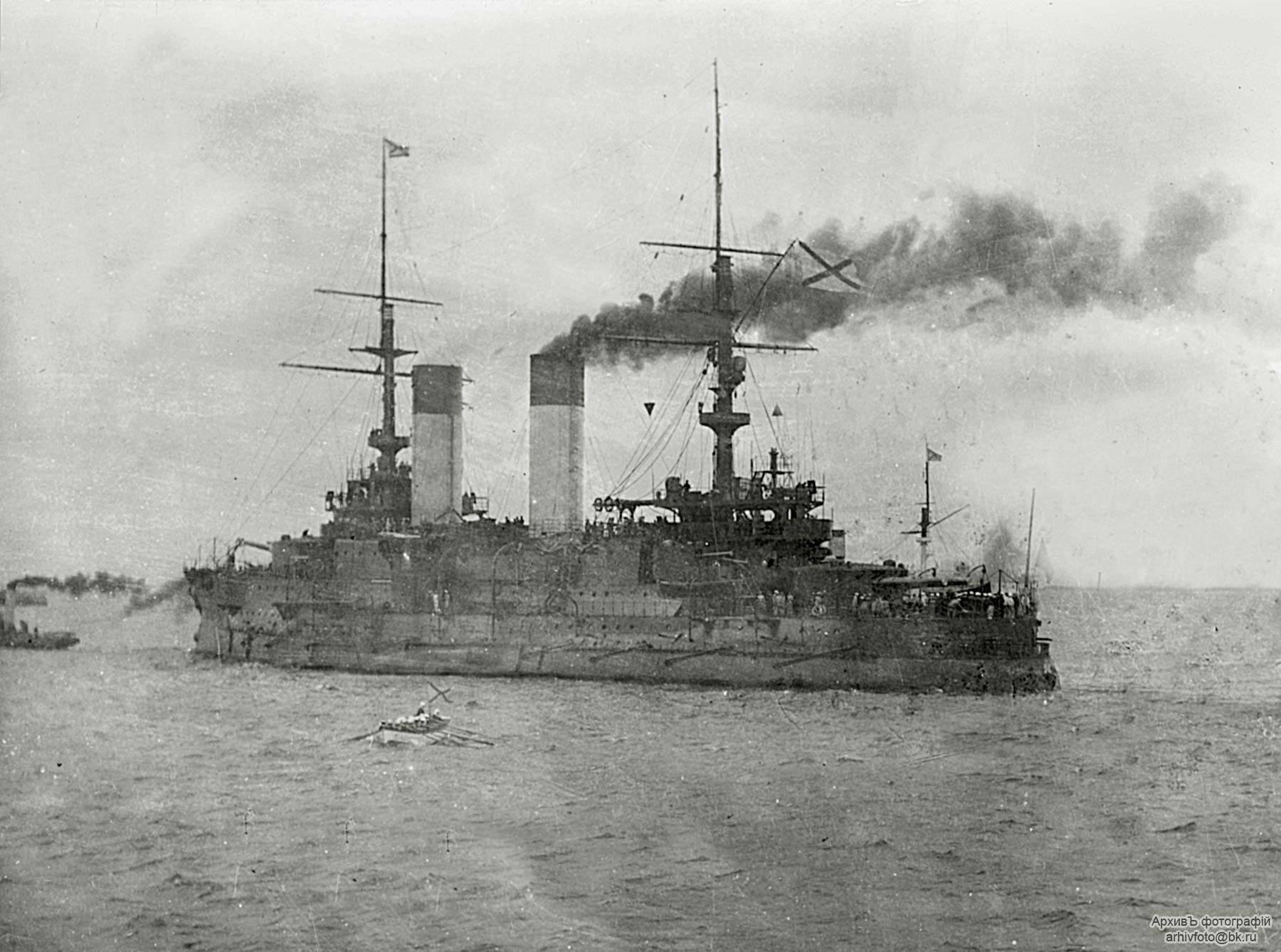
鹰号正在拖航中，摄于1904年10月，喀琅施塔得

1904年10月15日，刚建成没几天的鹰号就编入第二太平洋舰队第一战队，随其他舰艇一道，在齐诺维·罗杰斯特文斯基海军中将的指挥下，从利耶帕亚启程前往旅顺港。当月21-22日间，精神极度紧张的第二太平洋舰队第一战队官兵在多格灘附近，将数艘英国渔船误当作“日本的鱼雷艇”并开火误击，此即“多格灘事件”。事后英国方面大为震怒，派出皇家海军地中海舰队的巡洋舰队一路监视着俄国第二太平洋舰队第一战队的南下，有一段时间英国巡洋舰甚至逼近到鹰号左舷只有2鏈（40）的距离，直到第一战队抵达西属摩洛哥丹吉尔港后英国舰队才撤回。
第二太平洋舰队第一战队由于无法从沿非洲西海岸跨越了大西洋，并绕过好望角，1905年1月9日抵达马达加斯加西北的貝島，并在那里停留了两个月，等待燃煤采买和装运事宜。同年3月16日第二太平洋舰队再度出发，用了差不多一个月的时间到达法屬印度支那的金兰湾，又在那里逗留等待第三太平洋舰队。第三太平洋舰队由尼古拉·涅博加托夫（又译“涅鲍加托夫”）海军少将率领，由黑海舰队中抽调舰艇组成，但旗下军舰大多老旧，直到同年5月9日才抵达金兰湾与第二太平洋舰队会合。在此前的同年4月26日，鹰号因为伙食问题几乎引发哗变，当天船上为了庆祝东正教复活节而宰杀了一头牛，但因为选择的是一头病牛，而引发了水兵骚乱。由于接下来的航程很难再获得补给，鹰号只能尽可能地多装煤炭和其他补给品，导致超重1814吨；其中大部分超载的补给品都堆积在鹰号的上层，不但使其本来就堪忧的复原性进一步恶化，更致命的是导致鹰号的水线装甲带完全被压到了水线以下。
由于第二太平洋舰队跨越大半个地球而缺乏充分的整修，无论是轮机情况、外船体清洁情况，还是舰队内的训练水平以及士气都不容乐观，更重要的是补给问题一直挥之不去，罗杰斯特文斯基决定走最短的路线，直接穿越对马海峡前往符拉迪沃斯托克。但日军正确判断了俄军的意图，1905年5月27日成功在对马海峡拦截了北上中的俄军舰队。战斗刚开始时，4艘博罗季诺级战列舰都划入第一分队，归罗杰斯特文斯基直接指挥，而鹰号在舰列中位列最末尾。鹰号舰长尼古拉·荣格海军上校下令向约9000米开外尾随着俄军队列的一艘日军巡洋舰开火，由此打响了对马海峡海战的第一炮。在战前俄军并未针对这种情况作出过指示，不过罗杰斯特文斯基最终还是下令鹰号停火，而此时鹰号已经打出了30余发炮弹，无一命中。

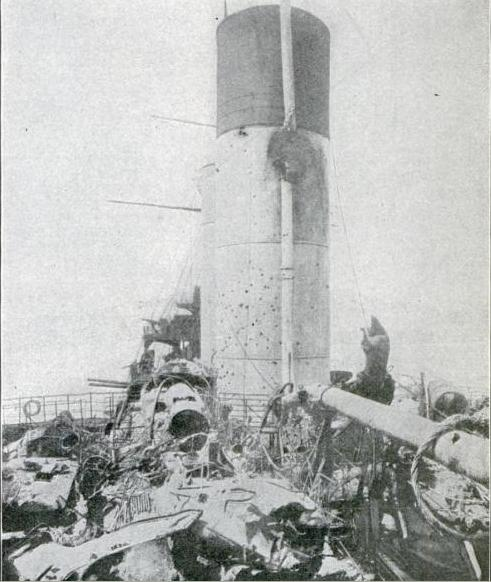
对马海峡海战后的鹰号所受的损伤

在战斗一开始，鹰号就受到日军的炮击而起火，不过并未受到日军的重点攻击。战斗爆发大约一小时左右，日军通报舰千早向俄军舰队发射了两枚鱼雷，目标有可能就是鹰号，不过两枚全部射失。随着亚历山大三世号以及苏沃洛夫公爵号在交战中先后受创脱离战列，当天16:00左右，鹰号变成了跟在博罗季诺号之后，排在第二位。日军集中了大部分火力轰击博罗季诺号，19:30前后沉没。此时鹰号遭受了若干次命中，但都没有造成太大的伤害。博罗季诺号沉没以后，鹰号接过了领队的位置。随着夜色渐深，日军舰队统帅东乡平八郎下令日舰脱离接触。稍后鹰号与涅博加托夫的第二战队会合；由于罗杰斯特文斯基在日间的战斗中已经身负重伤无法指挥，涅博加托夫遂接替进行指挥。他下令残余的俄军舰艇继续向符拉迪沃斯托克前进。。
当晚日军鱼雷艇部队对俄军第二太平洋舰队残部发动了鱼雷突袭，但收效不大，鹰号在夜袭中毫发无损。在次日早上，日舰再次发现了北上的俄舰；此时俄军以涅博加托夫的尼古拉一世号为先导，博罗季诺级仅存的鹰号则紧随其后位列第二。10:00前后东乡重新下令开火。日舰航速比俄舰要快，可以游离在俄舰射程外射击而不用担心受到反击。陷入窘境的涅博加托夫既无法让手下的舰艇还击，也无法追上去缩短与日舰的距离，无奈之下只能于10:30下令投降，日军派员登船接收了残存的俄军主力舰，鹰号也在其中。

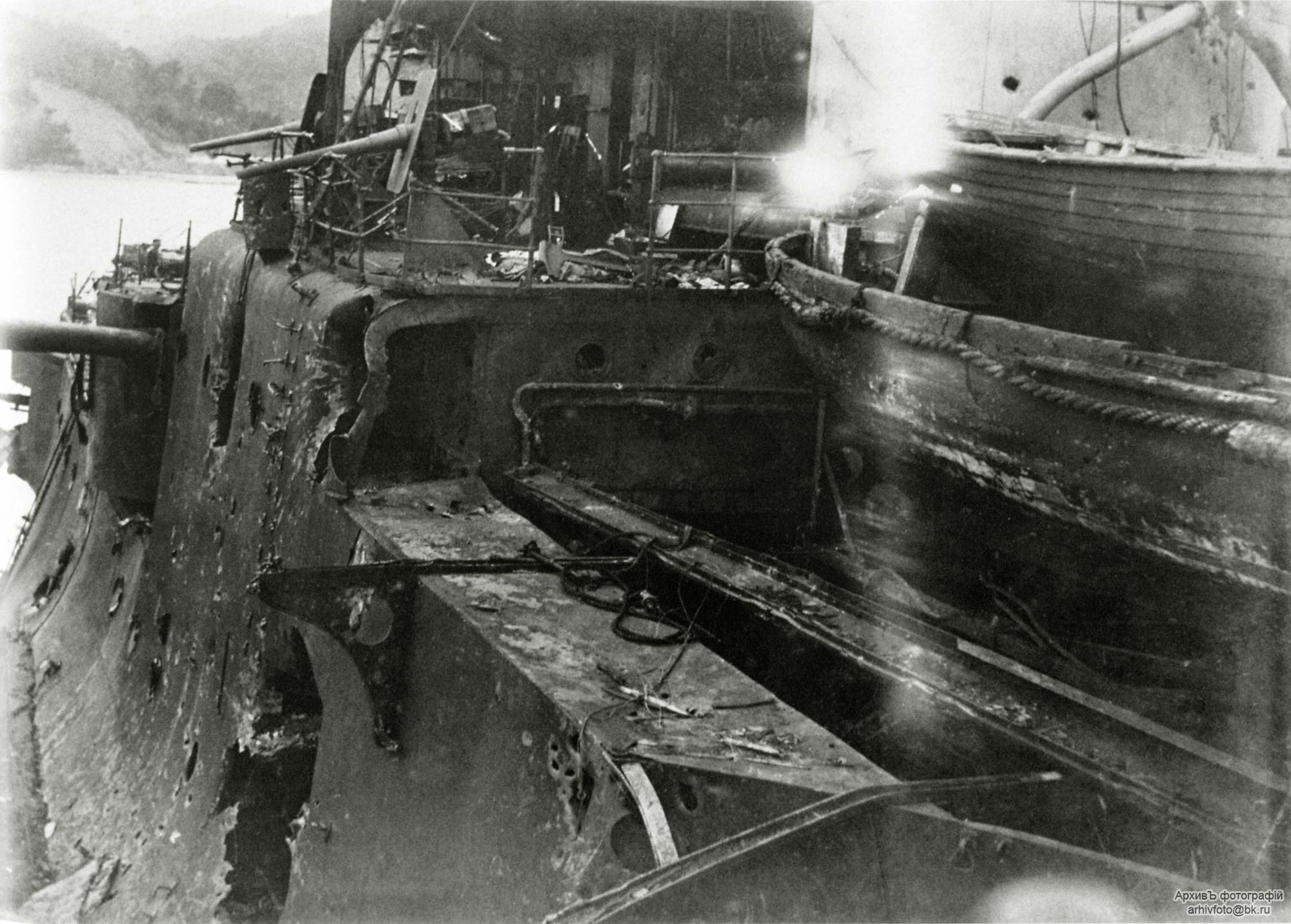
鹰号所受到的部分损伤

整场战斗中，鹰号受到5发12英寸（300）、2发10英寸（250）、9发8英寸（200）、39发6英寸（150）炮弹的命中，此外还有21发小型炮弹或者碎片造成了些损伤。鹰号舷侧的非装甲区域有多处遭到击中，一片狼藉；但整体的船体损伤并不算严重，水线装甲带处受到的4发命中（1发12英寸、3发6英寸）都没能成功击穿装甲。鹰号的前部主炮塔中左侧那门305毫米炮被一发8英寸炮弹击中，炮口破损；另有一发8英寸炮击中了后部主炮塔的顶部，把顶部砸凹了一块，导致左侧火炮的最大仰角受到限制。此外日军命中的8英寸炮弹还摧毁了鹰号上的两门6英寸炮；其中一门6英寸炮由于弹药起火而烧毁；又有一发12英寸炮弹击中了鹰号的一座炮塔的输送管道，导致这个炮塔无法使用。两发6英寸炮弹的碎片飞溅进了司令塔内部，给荣格造成了致命的重伤，荣格不久即因伤逝世。舰上乘员共有43人战死，80余人负伤。
1905年9月13日，俄国方面正式将鹰号除籍。

### 日本海军服役期间

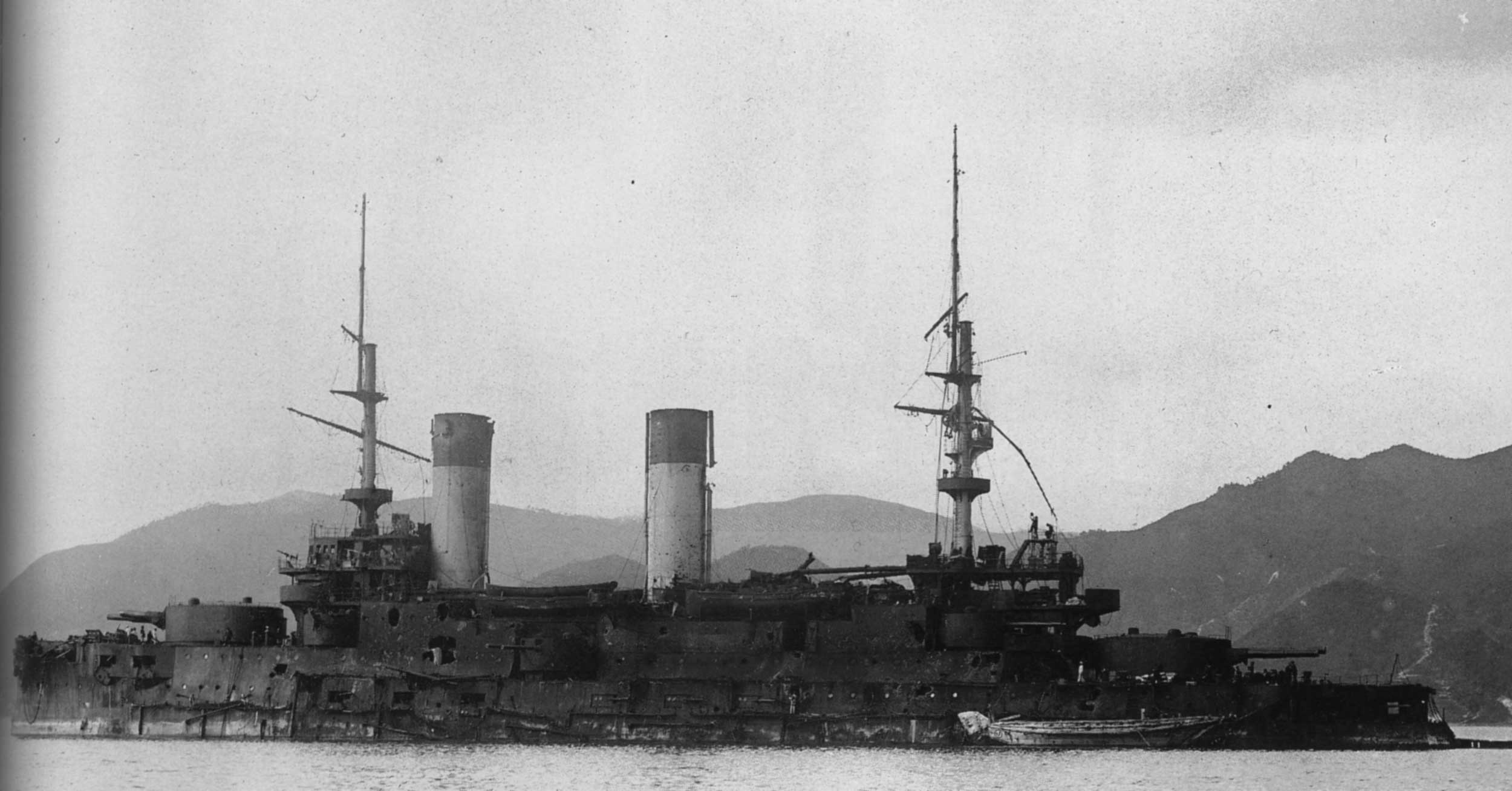
对马海峡海战后的鹰号，摄于1905年年中

对马海峡海战过后，日军让朝日和装甲巡洋舰春日押送捕获的鹰号返回日本；原鹰号乘员由朝日收容。各舰原定的返航地点是佐世保港；但在途中鹰号进水情况日渐严重，右倾加大，引擎也故障停机，只好中途离队，由朝日和装甲巡洋舰淺間护送着前往舞鶴海軍工廠，进行应急维修和舰内的清洁维护。修理工作一直持续到同年7月29日；在6月6日，修理工作仍在进行之时，有关方面将捕获的原俄国军舰重新命名，其中鹰号根据岛根县石见国而重新命名为“石见”，同日各舰列入军舰籍内，石见的类别为一等战列舰（日方称“一等戦艦”）。同年12月12日，日本海军修改了舰艇类别等级表，战列舰不再进行分级，因此包括石见在内共有9艘军舰列入战列舰一栏。此时的石见是除香取级两艘以外最新式的战列舰，因此日本方面对石见非常重视。

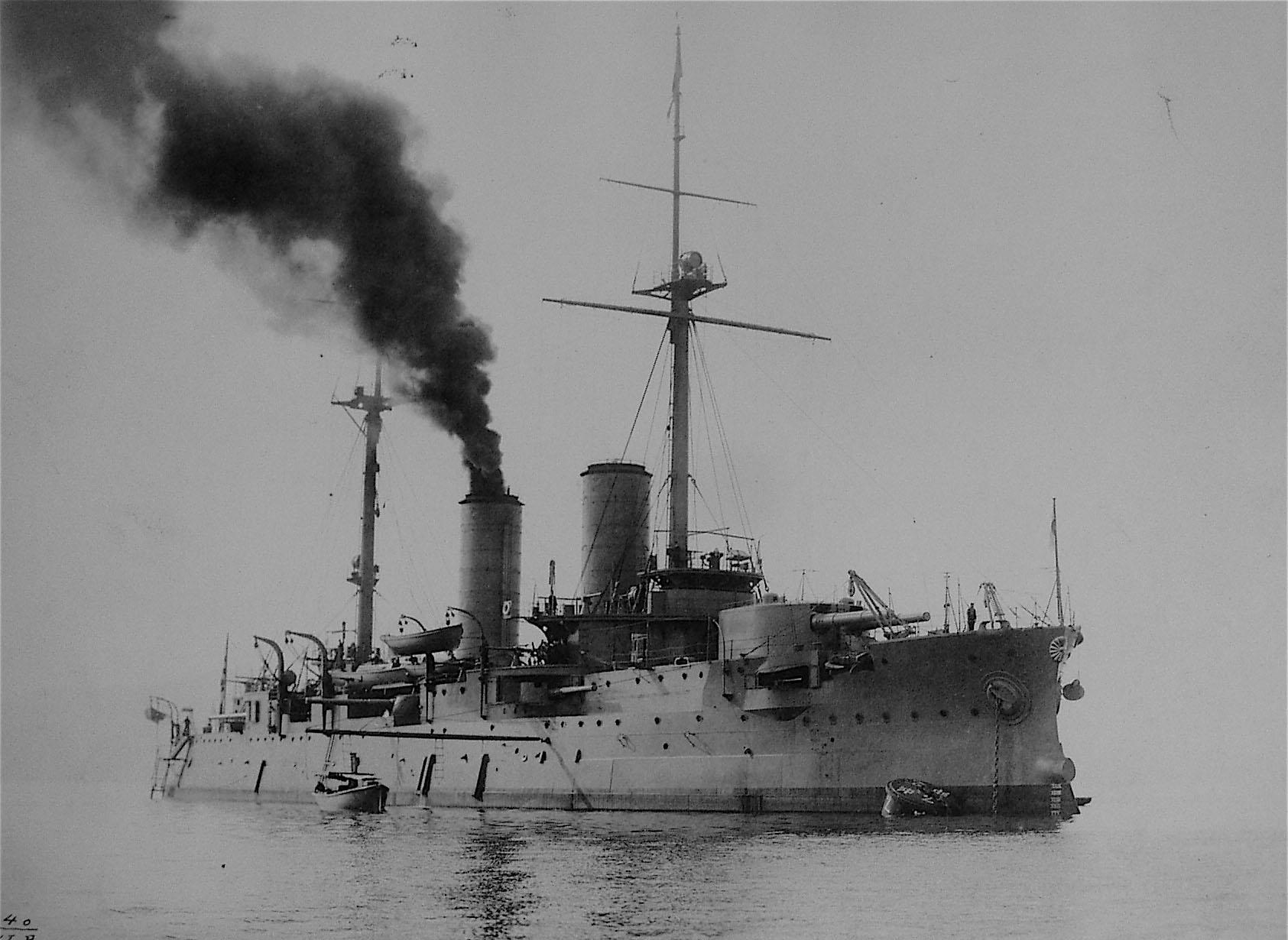
锚泊于吴的石见号，摄于1907年11月2日

日本方面在吴海军工厂对石见进行了彻底的修理，几乎算是重新修建了这艘军舰。为了降低石见的上部重量，日本方面进行了一系列的改造，包括缩短了烟囱、拆除了桅杆顶部横梁，还将上层建筑的高度降低。武装方面，拆掉了全部的双联装6英寸炮，改成在甲板步道上安装6门8英寸炮，并配有炮盾作为防护；艏艉的8英寸炮都往下移了一层，和舰舯的火炮高度持平。舰上原有的75毫米炮全部换成了16门日本自产的12磅76毫米（3英寸）速射炮，其中舰舯的炮位还加装了盖板；另外原来的鱼雷发射管也换成了两具水下450毫米鱼雷发射管。动力方面，原有的锅炉全部更换成了日本国产的宫原式水管锅炉。经过一番改造，石见的吨位减少到了13,500長噸（13,700公噸），改造后定员806人。原本鹰号外形上是很典型的长艏楼船体，干舷高耸，但在改造后的石见上已经基本看不出来了。
1907年11月26日，日本方面将石见编入第一舰队，不过在1908年期间石见随同第二舰队参加了行动，次年才重新转回第一舰队。

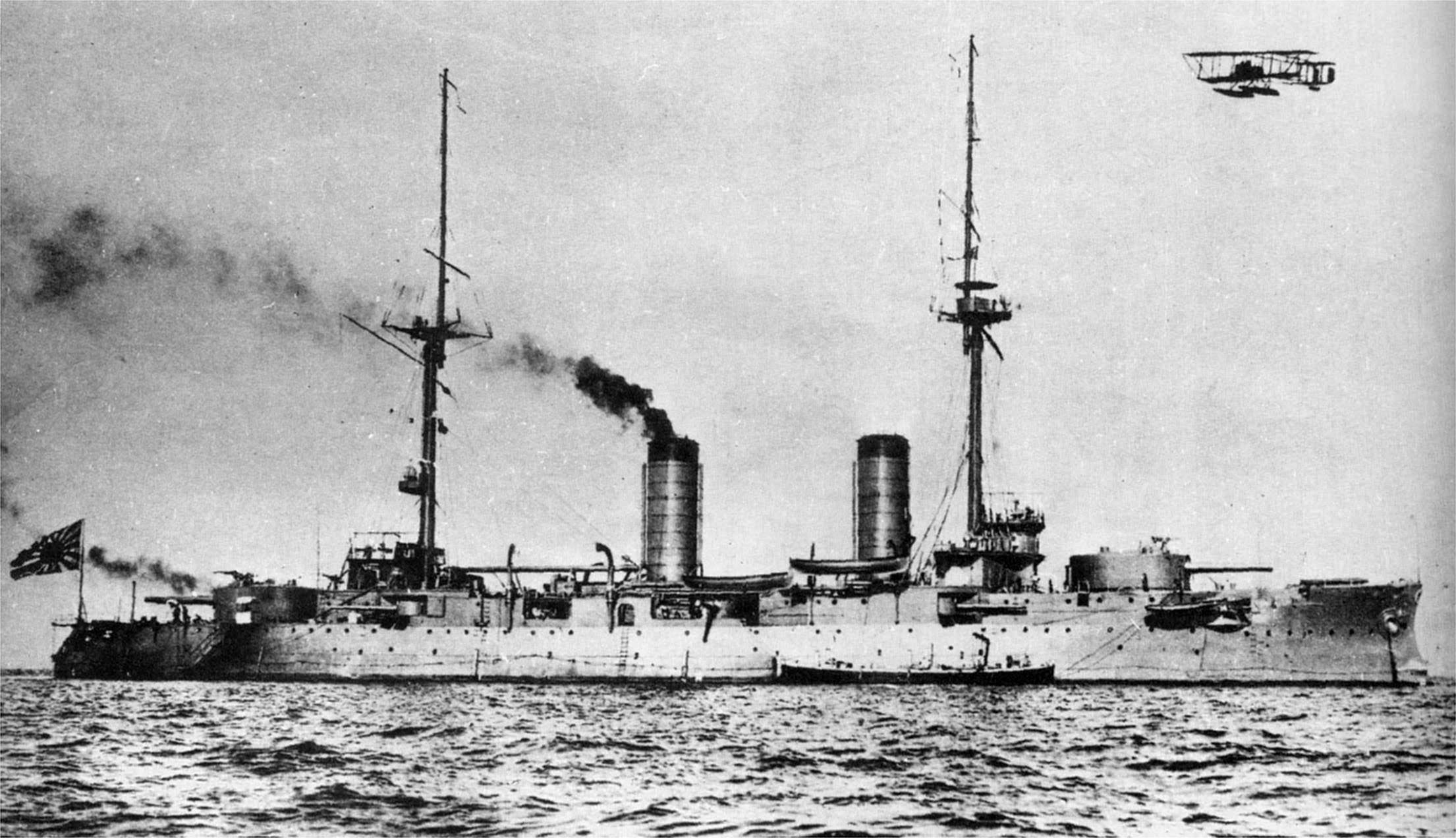
锚泊中的石见号

1912年（大正元年）8月28日，日本方面修订了舰艇等级表，将石见重新分类为一等海防舰（7000吨以上）。
1914年，第一次世界大战爆发后不久，日本方面将从俄军捕获的军舰组成第二舰队第二战队，石见也位列其中，并在青島戰役中封锁并炮轰青岛港。
1915年，石见转为吴特别警备舰，同年晚些时候参加了一些海军的海上行动。
1918年1月7日，石见获指定为第三艦隊第五战队旗舰。同年1月12日，亦即五天后，日本开始出兵西伯利亚干涉俄国内战，石见在行动中运送了一个海军陆战队连登陆符拉迪沃斯托克。同年9月9日，石见返回吴港，并退出第三舰队编制。
1920年9月24日，石见奉命以符拉迪沃斯托克和彼得罗巴甫洛夫斯克为基地，守卫堪察加半島。这项任务一直持续到1921年6月30日。
1921年9月，日本方面将石见分类为一等海防舰，主要用作训练舰。
日本签署《华盛顿海军条约》后，将石见列入了裁撤名单之中。1922年9月1日正式除籍。
1923年5月9日，已经解除了武装的石见转作杂役船使用。
1924年7月，日本方面决定让石见作为横须贺基地航空队的靶舰，此次实验集中了众多日本海军航空队以及船舶建造相关人员。8日，有关方面利用石见在横须贺军港进行了小型炸弹的轰炸实验；9日由朝日拖曳到东京湾外的城之岛后，航空队的飞机对其进行了轰炸，当天16:30左右开始右倾，17:33沉没。

## 历任舰长

### 俄国舰长
- 尼古拉·维克托洛维奇·荣格（英语：Nikolay Yung） 一等海军校官（海军上校）：1904年5月9日 -

### 日本舰长
下表系根据《日本海軍史》第9、10卷《将官履歴》，以及《官報》进行整理。
- 福井正义 海军大佐：1907年5月17日 - 1908年4月2日
- 加藤定吉 海军大佐：1908年4月2日 - 5月15日
- 石桥甫 海军大佐：1908年5月15日 - 1909年1月25日
- 西山实亲 海军大佐：1909年1月25日 - 12月1日
- 山口九十郎 海军大佐：1909年12月1日 - 1910年6月22日
- 花房祐四郎 海军大佐：1910年6月22日 - 1911年12月1日
- 磯部謙 海军大佐：1912年5月22日 - 12月1日
- 川浪安勝 海军大佐：1912年12月1日 - 1913年3月7日
- 高島万太郎 海军大佐：1913年3月7日 - 10月14日
- 小林恵吉郎 海军大佐：1913年10月14日 -
- 丸桥彦三郎 海军大佐：1914年12月1日 - 1915年4月1日
- 白石直介 海军大佐：1915年6月30日 - 8月3日
- 阪本則俊 海军大佐：1915年2月1日 - 12月13日
- （兼）中川繁丑 海军大佐：1915年12月13日 - 1916年2月25日
- （兼）本田親民 海军大佐：1916年2月25日 - 3月15日
- 关重孝 海军大佐：1916年4月11日 - 12月1日
- 森本义宽 海军大佐：1916年12月1日 - 1917年2月13日
- 海老原启一 海军大佐：1917年10月1日 - 1918年11月10日
- （兼）糸川成太郎 海军大佐：1918年12月1日[49] - 1919年4月18日[50]
- （兼）正木義太 海军大佐：1919年4月18日 - 1920年8月12日
- 白根熊三 海军大佐：1920年8月12日 - 1921年9月20日
- 丸桥清一郎 海军大佐：1921年9月20日[51] -

## 同级舰
- 博罗季诺号战列舰（英语：Russian battleship Borodino）
- 亚历山大三世号战列舰（英语：Russian battleship Imperator Aleksandr III (1901)）
- 苏沃洛夫公爵号战列舰（英语：Russian battleship Knyaz Suvorov）
- 光榮號戰艦，对马海峡海战爆发时本舰尚未完工